# Tossal de la Mallola
El Tossal de la Mallola és una muntanya de 632 metres que es troba al municipi de la Ribera d'Ondara, a la comarca catalana de la Segarra.